# Críticas à teoria da relatividade

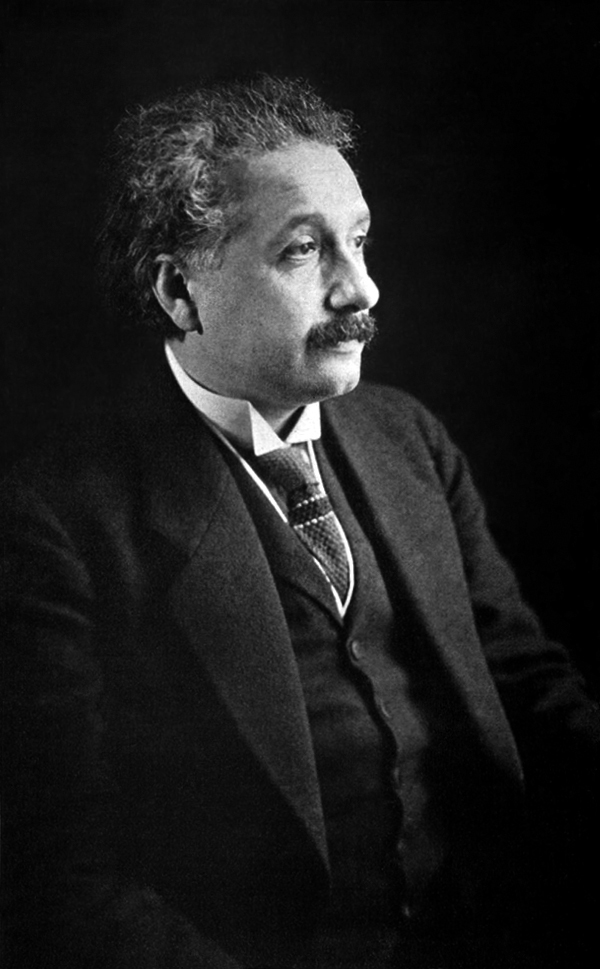
Albert Einstein

Críticas à teoria da relatividade de Albert Einstein foram expressas principalmente nos primeiros anos após a sua publicação, no início do século XX, com razões científicas, pseudocientíficas, filosóficas ou ideológicas. Embora algumas dessas refutações tivessem o apoio de renomados cientistas, a teoria da relatividade de Einstein é aceita pela maioria da comunidade científica.
As razões para desaprovação da teoria da relatividade incluíram teorias alternativas, rejeição do método de matemática abstrata e alegações de erros na teoria. De acordo com alguns autores, objeções antissemitas à descendência judaica de Einstein ocasionalmente também tiveram espaço nessas objeções. Ainda há alguns críticos à relatividade nos dias de hoje, mas suas opiniões não são compartilhadas pela maioria da comunidade científica.